# HD 24504
HD 24504，又名BD+47 912，SAO 39195、HR 1207，是一颗恒星，视星等为5.37，位于銀經151.94，銀緯-4.33，其B1900.0坐标为赤經3h 48m 45.8s，赤緯+47° -4.33′ 40″。